# 뉴기니자유꼬리박쥐
뉴기니자유꼬리박쥐 또는 뉴기니사냥개박쥐(Tadarida kuboriensis)는 큰귀박쥐과에 속하는 박쥐의 일종이다. 파푸아뉴기니 심부 주 고지대에서 서식한다. 쿠프만(Koopman)이 흰줄무늬자유꼬리박쥐의 아종으로 기술했지만, 세계의 포유류 종에는 별도의 종으로 기술하고 있다.